# 新潟県道130号中条五日町停車場線
新潟県道130号中条五日町停車場線（にいがたけんどう130ごう なかじょういつかまちていしゃじょうせん）は、新潟県十日町市から同県南魚沼市に至る一般県道である。

## 概要

### 路線データ

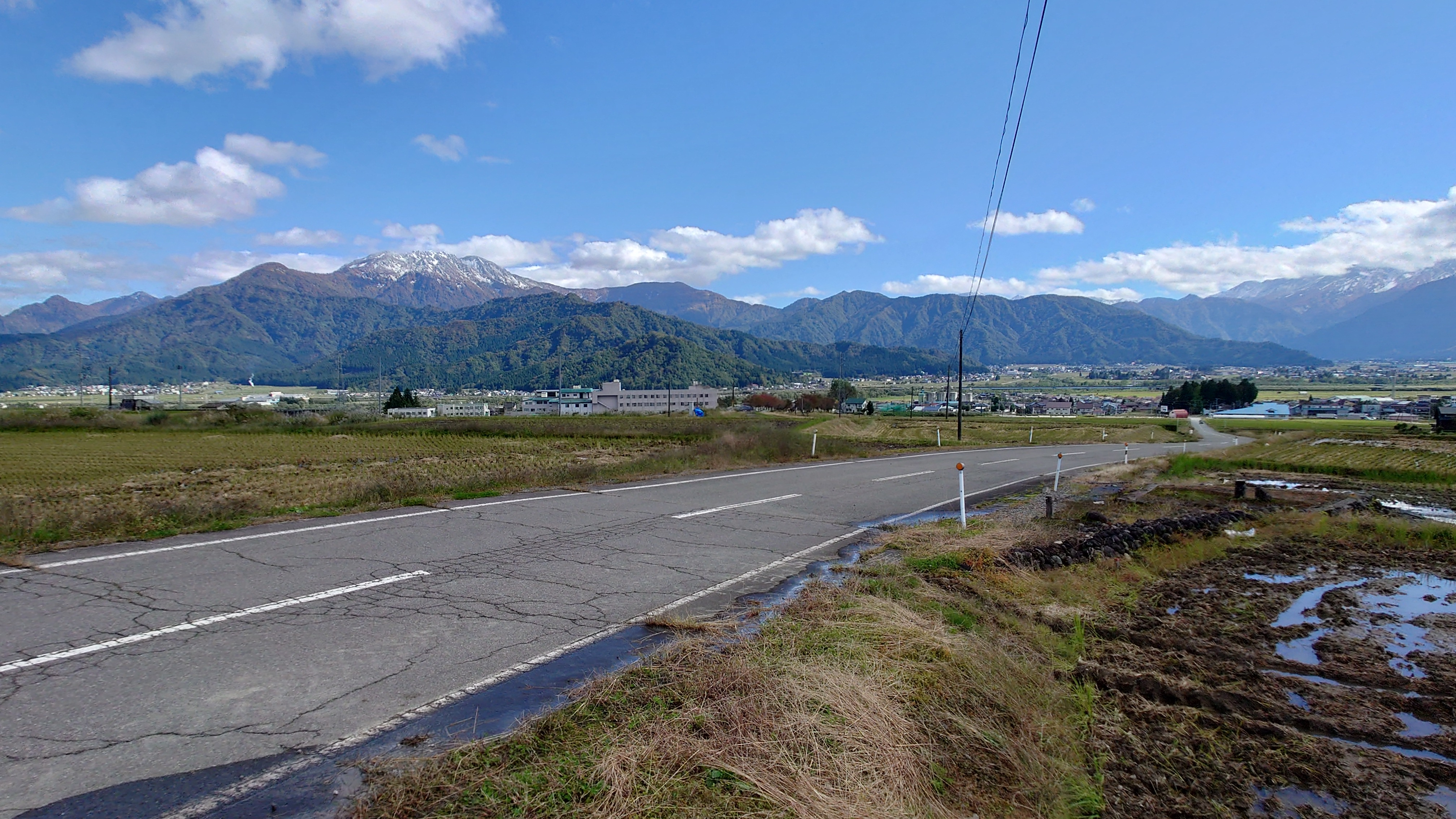
五日町方面を望む

- 起点：新潟県十日町市中条丁（新潟県道59号大和焼野線交点）
- 終点：五日町停車場（新潟県南魚沼市五日町字大田）

## 通過する自治体
- 新潟県
  - 十日町市 - 南魚沼市

## 接続する道路
- 新潟県道59号大和焼野線（起点：十日町市中条丁）
- 新潟県道388号西枯木又堀之内線（十日町市中条丁地内で重複）

この間冬季閉鎖区間あり（場所：十日町市小貫 - 十日町市柴倉、距離：1.2km、期間：11月下旬～6月上旬、迂回路：なし）
この間未開通区間あり（十日町市柴倉 - 南魚沼市五日町）
- 新潟県道521号欠ノ上五日町線（南魚沼市五日町字西浦）
- 国道17号（五日町バイパス）（南魚沼市五日町地内で重複）
- 新潟県道364号一村尾六日町線（南魚沼市五日町、「五日町駅」西方）
- 新潟県道234号桐沢麓五日町停車場線（南魚沼市五日町地内（「五日町駅」西方 - 終点）で重複）
- 南魚沼市道（終点：南魚沼市五日町字大田、「五日町駅」前）

## 周辺
- JR上越線 五日町駅
- 医療法人越南会 五日町病院 - ウェイバックマシン（2005年3月17日アーカイブ分）
- 南魚沼市立五日町小学校
- ゆきぐに信用組合 五日町支店
- JAみなみ魚沼 大巻支店
- 五日町郵便局
- 雪国まいたけ 第1バイオセンター
- Aコープ 大巻店
- 五日町スキー場
- 魚野川